# Clark McConachy
Clark McConachy MBE (* 15. April 1895 in Glenorchy, Otago, Neuseeland; † 12. April 1980 in Auckland, Neuseeland) war ein neuseeländischer Snooker- und English-Billiards-Spieler.

## Persönliches
Geboren wurde Clark in der Ortschaft Glenorchy im Queenstown-Lakes District der Region Otago auf der Südinsel von Neuseeland. Er war Sohn des australischstämmigen Lagerarbeiters Peter Hill McConachy und seiner Frau Frances Lydia Stead, einer gebürtigen Engländerin. Die Familie zog kurz nach seiner Geburt nach Gore und 1905 weiter nach Timaru, wo sein Vater eine Billardhalle eröffnete.
Mac, wie er genannt wurde, verließ mit 14 Jahren die Schule, um in der Billardhalle seines Vaters zu arbeiten. Unter der Anleitung von Alf Southerwood, seinem Trainer, entwickelte er seine beachtlichen Fähigkeiten für English Billiards und Snooker weiter. Schon im Alter von 17 Jahren war er so in der Lage Aufnahmen (English Billiards) von 1.000 Punkten und mehr zu machen.
Am 14. Oktober 1915 heiratete er Gertrude Emily Anderson in Wellington. McConachy und seine Frau ließen sich 1938 in Auckland nieder. Er entwickelte sich schnell zu einem der Top-5-Spieler der Welt, neben dem Australier Walter Lindrum und dem englischen Trio Joe Davis, Tom Newman und Willie Smith.
Während seiner gesamten Karriere stand er täglich mehrere Stunden am Tisch und trainierte. McConachy führte seinen Erfolg nicht allein auf sein Talent zurück, sondern auch auf seine physische Fitness. Er war Nichtraucher und Abstinenzler und lief, um sich körperlich fit zu halten, bis ins hohe Alter regelmäßig vier Meilen. Bekannt war er dafür, dass er vor jedem Spiel eine Runde auf den Händen um den Spieltisch lief. Seine legendäre Fitness liegt wohl der Geschichte zugrunde, die erzählt, er habe einhändig den Stuhl angehoben, auf dem Walter Lindrum saß.
McConachy spendete seinen Gewinn des Öfteren für wohltätige Zwecke. Aufgrund seiner Leistungen im Billard-Sport und seiner Wohltätigkeit wurde er 1964 von der englischen Königin Elisabeth II. zum  Member of the Order of the British Empire ernannt. 1990 wurde er das erste Mitglied der neu gegründeten New Zealand Sports Hall of Fame. Als lebenslanges Mitglied der New Zealand Billiards and Snooker Association nahm er unter anderem auch die Schiedsrichterprüfungen ab.
Im September 1966 starb seine Frau Gertrude, am 29. Mai 1967 heiratete McConachy die Bekleidungsdesignerin Effie Jay, geb. Jacobs.
Sein letztes Turnier spielte er 1972, danach zeigte er aber immer noch Trickshots auf verschiedenen Veranstaltungen.
McConachy verstarb am 12. April 1980, drei Tage vor seinem 85. Geburtstag, in seinem Haus in der Greenlane in Auckland.

## Karriere

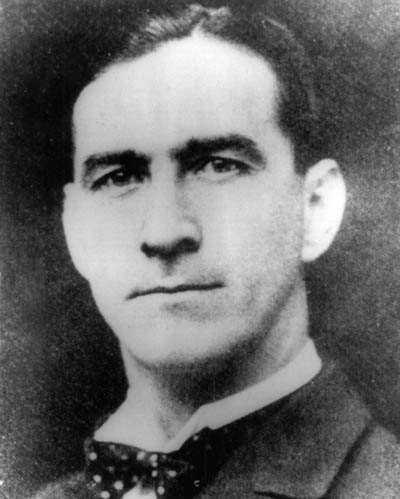
Clark McConachy

### English Billiards
1915, er war gerade erst 19 Jahre alt, gewann McConachy gegen den Titelverteidiger Bill Stephenson die New Zealand Professional Championship. Diesen Titel sollte er zeit seines Lebens nicht mehr abgeben.
Er war der erste Spieler, der in zwei aufeinanderfolgenden Spielen 1000er-Aufnahmen spielen konnte. Seine bis dahin beste Aufnahme spielte er 1932 gegen Joe Davis in der Leicester Square Hall in London mit 1943 Punkten. Zwei Jahre später, in einem Spiel gegen Lindrum, gelang ihm eine Aufnahme von 1927 Punkten, später, in Manchester, schaffte er in einer Aufnahme 466 Stöße hintereinander.
Seine erste Weltmeisterschaft im English Billards spielte er 1922. Erst 1932 kam er ins Finale und wurde Zweiter hinter Davis. 1951, im Alter von 56 Jahren, wurde er schließlich Weltmeister. Bei der WM 1968 musste er sich als Zweiter dem Waliser Rex Williams geschlagen geben. Am Ende dieses wochenlangen Spiels lag der 73-jährige McConachy, bei dem man Parkinson vermutete, nur mit 265 Punkten hinter dem Sieger. 1972, inzwischen 78-jährig, ließ er sich nochmals auf ein Turnier ein. Bei den World Billiards Open in Neuseeland spielte er mit einem 30 Unzen (ca. 850,5 gr) Queue, um das durch seine Krankheit hervorgerufene Zittern zu unterdrücken, und gewann gegen Michael Ferreira und Mohammed Lafir.

### Snooker
Obwohl Snooker zu der Zeit nicht die Anziehungskraft von English Billiards besaß, war McConachy Finalist der Snooker-WM 1932 (Unterlegener von Joe Davis) und 1952 (Unterlegener von Horace Lindrum). Sein erstes Maximum Break erreichte er 1953. Während seiner Karriere konnte er mehr als 300 Century Breaks erzielen.